# Campeonato Mundial de Pelota Vasca de 1952
El Campeonato del Mundo de Pelota Vasca de 1952 fue la 1ª edición del Campeonato del Mundo de Pelota Vasca, creado por la Federación Internacional de Pelota Vasca.  El campeonato se celebró en San Sebastián (Guipúzcoa, España).

## Países participantes
| - Argentina (ARG) - Cuba (CUB) - España (ESP) - Filipinas (PHI) | - Francia (FRA) - Italia (ITA) - México (MEX) - Uruguay (URU) |

## Especialidades
Se disputaron diecisiete títulos mundiales en las diferentes especialidades, conforme el siguiente desglose (aunque únicamente de catorce de las especialidades) en el que se indica el ganador y medallistas de cada una de ellas:
Trinquete, cinco títulos:
| Especialidad    | Oro                               | Plata                          |
| Mano individual | Francia M. Etchemendy             | Uruguay A. Iraizos             |
| Mano parejas    | Francia R. Harcaut - P. Espel     | España I. Aguirre - San José   |
| Paleta cuero    | Argentina P. Etcheverry - J. Díaz | Uruguay A. Pardo - J. Martínez |
| Xare            | Argentina R. Elías - J. Labat     | Uruguay N. Vigo - J. Barbat    |

Frontón 36 metros, cuatro títulos:
| Especialidad    | Oro                                | Plata                            |
| Mano individual | España J. Esparza                  | Uruguay L. Debia                 |
| Mano parejas    | Francia D. Olhasso - M. Etchemendy | España D. Arbizu - S. Echeverría |
| Paleta cuero    | Argentina S. Bellozo - A. Abadía   | Francia P. Bareits - B. Clairacq |
| Pala corta      | España JC. Artola - S. Aristi      | Francia P. Bareits - B. Clairacq |
| Frontenis cuero | España Vega de Seoane - Eguía      | México                           |

Frontón 30 metros, un título:
| Especialidad | Oro                          | Plata                            |
| Frontenis    | México J. Nuñez - J. Garibay | Argentina R. Novoa - R. Morganti |

Frontón 54 metros, dos títulos:
| Especialidad | Oro                             | Plata                           |
| Cesta punta  | España M. Balet - J. Balet      | México M. Barrera - F. Pareyón  |
| Pala larga   | España F. Castro - F. Salaverri | México F. Perochena - R. Molina |

Plaza Libre, cinco títulos:
| Especialidad | Oro                                                                                       | Plata                                                                                               |
| Pala         | Francia Pedro Bareits - Bernardo Bareits                                                  | España Juan Cruz Artola - Sebastián Aristi                                                          |
| Mano parejas | Francia Vicenty - Jean Cadeilhan                                                          | España García Ariño - Azpiri                                                                        |
| Yoko garbi   | Francia François Unhassobiscay - Pierre Unhassobiscay                                     | España Zalacain - Ramón Quintana (Alustiza?)                                                        |
| Cesta punta  | Francia Olazaguirre - Gallardi - Larchus                                                  | España Mendizabal - Elordi - Urain                                                                  |
| Rebote       | Francia Pierre Larronde - Charles Henry - Jacques Errecalde - Jean Larregain - Etcheverry | España Carlos Echenique - Francisco Echenique - · Antonio Arratibel - Miguel Zalacain - José Zaldua |

Nota 1: Se señalan únicamente los nombres de los pelotaris que disputaron las finales.

## Medallero
|   | País      | Oro | Plata | Bronce | Total |
| - | --------- | --- | ----- | ------ | ----- |
| 1 | Francia   | 8   | 2     | -      | 10    |
| 2 | España    | 5   | 7     | -      | 12    |
| 3 | Argentina | 3   | 1     | -      | 4     |
| 4 | México    | 1   | 3     | -      | 4     |
| 5 | Uruguay   | 0   | 4     | -      | 4     |

Nota 1: Se contabilizan en primer lugar el total de las medallas de oro y luego las de plata.
Nota 2: No se disputaron medallas de bronce.
Nota 3: La tabla incluye todas las modalidades, incluida las modalidades de Plaza Libre.